# It Must Have Been Love
It Must Have Been Love – utwór szwedzkiego duetu Roxette.

## It Must Have Been Love (Christmas for the Broken Hearted)
23 listopada 1987 pierwotna wersja tej piosenki – „It Must Have Been Love (Christmas for the Broken Hearted)” – została wydana na singlu bożonarodzeniowym. Po okresie bożonarodzeniowym singel wydano ponownie, tym razem w okładce utrzymanej w zielonej kolorystyce zamiast czerwonej oraz pod skróconym tytułem „It Must Have Been Love”.
Tej „świątecznej” wersji utworu nie zamieszczono na żadnym albumie grupy Roxette aż do 1997, kiedy znalazła się na wznowionym, specjalnym wydaniu ich debiutanckiego albumu Pearls of Passion.
4 października 2006 „It Must Have Been Love (Christmas for the Broken Hearted)” ukazał się również na maxi singlu „One Wish”.

## It Must Have Been Love (Pretty Woman)
W 1990 utwór „It Must Have Been Love (Christmas for the Broken Hearted)” został skrócony i przerobiony (m.in. zmieniono słowa „hard Christmas day” na „hard winter's day”) i zamieszczony pod skróconym tytułem („It Must Have Been Love”) na ścieżce dźwiękowej filmu Pretty Woman. 20 maja 1990 ta wersja została także wydana jako singel.
„It Must Have Been Love” zamieszczono na następujących albumach:
- na płycie ze ścieżką dźwiękową do filmu Pretty Woman (1990)
- w wersji Live: Santiago i Studio: Los Angeles (dwa nagrania połączone w jedno) na albumie studyjnym Tourism (1992)
- na albumie kompilacyjnym Don’t Bore Us, Get to the Chorus! (1995)
- na albumie kompilacyjnym The Ballad Hits (2002)
- w wersji Humberto Gatica Mix na albumie kompilacyjnym A Collection of Roxette Hits – Their 20 Greatest Songs! (2006)
- na albumie kompilacyjnym The Rox Box / Roxette 86–06 (2006, box set).

Odnotowano, że do 2005 w tylko amerykańskich stacjach radiowych piosenka ta została odtworzona 4 miliony razy. Jest to równoznaczne z nieustannym puszczaniem tej piosenki przez 36 lat.
W 2006 piosenkarka Shirley Clamp zamieściła szwedzkojęzyczną wersję tej piosenki, zatytułowaną „När kärleken föds”, na swoim cover albumie Favoriter på svenska.

## No sé si es amor
W 1996 grupa Roxette zamieściła hiszpańskojęzyczną wersję tej piosenki, zatytułowaną „No sé si es amor”, na swoim albumie Baladas En Español (wyd. 2 grudnia 1996). W styczniu 1997 została ona wydana w Hiszpanii jako singel. Utwór był odtwarzany w stacjach radiowych w Ameryce Łacińskiej i krajach hiszpańskojęzycznych.

## It Must Have Been Love 25
W 2015 roku z okazji 25-lecia singla „It Must Have Been Love” została wydana nowa wersja na czerwonej płycie winylowej pod tytułem „It Must Have Been Love 25”.

### Lista utworów
Strona A
1. "It Must Have Been Love"

Strona B
1. "It Must Have Been Love (Christmas for the Broken Hearted)"
2. "It Must Have Been Love" (Wersja z albumu Tourism)